# 5306 Фанґфен
5306 Фанґфен  (5306 Fangfen) — астероїд головного поясу, відкритий 25 січня 1980 року.
Тіссеранів параметр щодо Юпітера — 3,298.